# Allodiaptomus mieni
Allodiaptomus mieni is een eenoogkreeftjessoort uit de familie van de Diaptomidae. De wetenschappelijke naam van de soort is voor het eerst geldig gepubliceerd in 1985 door Dang & Ho.